# 616
Cette page concerne l'année 616  du calendrier julien. Pour l'année 616 av. J.-C., voir 616 av. J.-C.
L'année 616 est une année bissextile qui commence un jeudi.

## Événements
- Printemps/été : après assassinat de l’exarque Jean à Ravenne (615), Eleutherios est chargé par Héraclius de ramener l’ordre en Italie. Il se proclame empereur en 619 et sera assassiné en allant se faire couronner à Rome[1]. Jean de Conza soulève la Campanie. Il est battu et décapité à Naples en 617 par l'exarque Eleutherios[2].
- Automne : l'empereur de Chine Sui Yangdi se retire à Jiangdu sur le Yangzi Jiang[3]. Révolte intérieure due aux revers militaires et à une fiscalité excessive, qui fait sombrer l’empire dans l’anarchie[4].

- Mahomet doit fuir La Mecque et se réfugie chez son oncle Abû Tâlib (fin en 619)[5].
- Ethelfrith de Northumbrie attaque le royaume celtique du Gwynned et défait les Gallois à Chester. Il massacre les moines de Bangor[6] (parfois daté en 613[7]).
- Édit de Bonneuil garantissant l'hérédité des bénéfices aux leudes de Bourgogne[8].

## Décès en 616
- 24 février : Æthelberht, roi du Kent[9].